# Skyways (Zambia)
Skyways è un ward dello Zambia, parte della Provincia di Copperbelt e del Distretto di Ndola.